# Erioptera (Teleneura) leucopoda
Erioptera (Teleneura) leucopoda is een tweevleugelige uit de familie steltmuggen (Limoniidae). De soort komt voor in het Palearctisch gebied.